# 215P/NEAT
215P/NEAT, komet Jupiterove obitelji